# Dieta (asamblea)

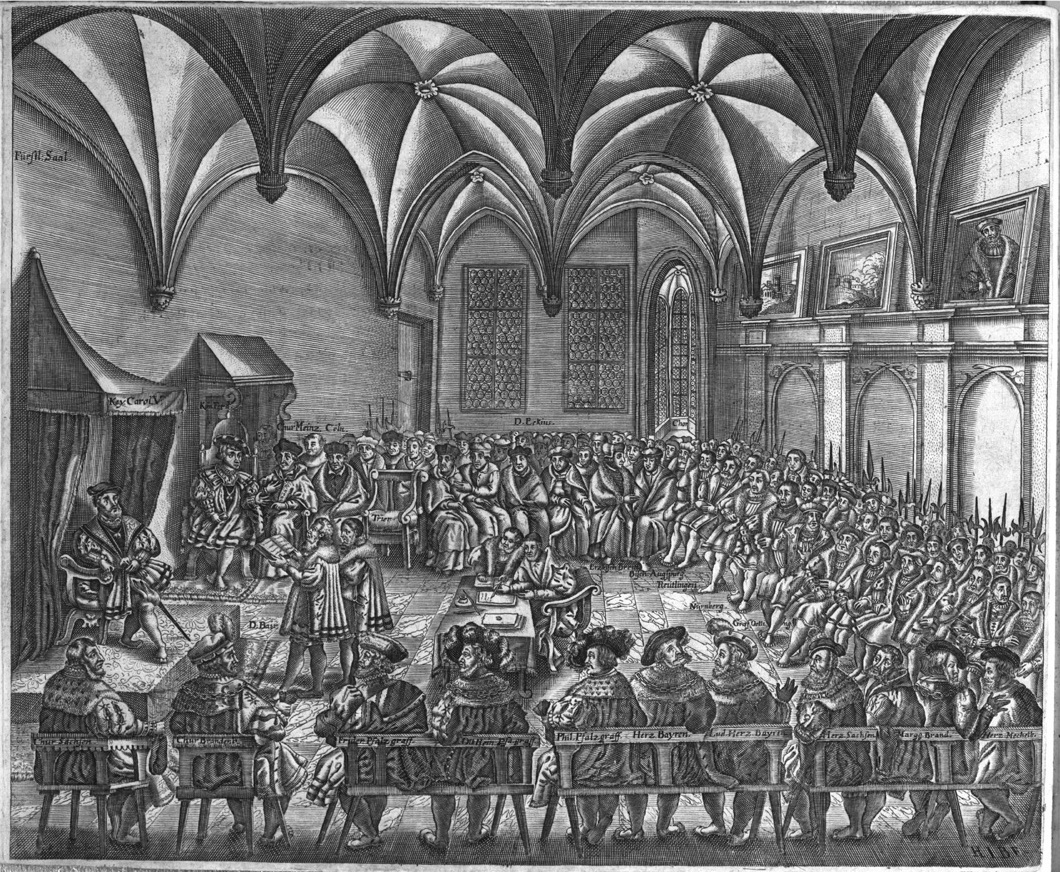
Reunión de los distintos estratos sociales con el rey. Una dieta tuvo lugar en el

En política, una dieta es una asamblea de deliberación formal de un Estado. La palabra deriva del latín medieval dietas, con raíz en dies (día). El término es utilizado en este sentido debido a la regularidad con que se reunían tales asambleas.

## Uso histórico
Las asambleas políticas de determinados países europeos actualmente llamadas dieta variaron su denominación a lo largo de la Historia. En algunos de estos países, la dieta reunía a los distintos estratos sociales (nobleza, clero, burguesía, etc.) con el monarca, como en las cortes de León, Castilla, Portugal o Aragón, o como en los estados generales (del francés: états-généraux) de Francia,
Las asambleas del Sacro Imperio Romano Germánico recibían la denominación de Reichstag (Dieta Imperial): Dieta de Augsburgo, Dieta de Núremberg, Dieta de Ratisbona, Dieta de Worms.
La Dieta Federal (o Tagsatzung en alemán) era el consejo ejecutivo de la Antigua Confederación Suiza desde la Edad Media hasta la formación del Estado federal suizo en 1848. Era una reunión de delegados de cada cantón. Su poder estaba muy limitado, pues los cantones eran soberanos.
El Riksdag de los Estados era la dieta de cuatro estados generales de Suecia, desde el siglo XV hasta 1866. La Dieta de Finlandia fue la sucesora del Riksdag del Gran Ducado de Finlandia, entre 1809 y 1918.
La Dieta del Reino de Hungría (en latín, congregationes generales) reunía a la alta aristocracia del país, además de los delegados de la nobleza de cada condado, representantes de la Iglesia, de las ciudades reales y de algunas comunidades de procedencia extranjera con residencia en el país. Existió desde el siglo XIII hasta 1848.

## Uso actual
En algunos países democráticos, el poder legislativo (o una de sus cámaras) recibe el nombre de dieta, por ejemplo:
- la Dieta Nacional (国会 kokkai?) de Japón
- la Sejm de Polonia
- la Dieta Federal (en alemán: Bundestag) de Alemania,

Al depender del país, el nombre legal del poder legislativo varía, llamándose parlamento, congreso, asamblea nacional, asamblea legislativa, cortes, entre otros.